# آلن جانسون
 آلن جانسون (انگلیسی: Allen Johnson؛ زادهٔ ۱ مارس ۱۹۷۱) یک ورزشکار اهل ایالات متحده آمریکا است.